# Miomantis griffinii
Miomantis griffinii es una especie de mantis de la familia Mantidae.

## Distribución geográfica
Se encuentra en la isla de Bioko.